# Nils Hult
Nils Hult (* 14. srpna 1939, Lund) je bývalý švédský fotbalový brankář.

## Fotbalová kariéra
Ve švédské lize hrál za Malmö FF, nastoupil ve 180 ligových utkáních. S týmem vyhrál čtyřikrát švédskou fotbalovou ligu a v roce 1967 švédský fotbalový pohár. V Poháru mistrů evropských zemí nastoupil v 8 utkáních a ve Veletržním poháru nastoupil v 8 utkáních. Za reprezentaci Švédska nastoupil v letech 1966–1968 ve 4 utkáních.

## Ligová bilance
| Ročník                 | Zápasy | Góly | Klub     |
| ---------------------- | ------ | ---- | -------- |
| 1. švédská liga 1960   | 4      | 0    | Malmö FF |
| 1. švédská liga 1963   | 11     | 0    | Malmö FF |
| 1. švédská liga 1964   | 22     | 0    | Malmö FF |
| 1. švédská liga 1965   | 22     | 0    | Malmö FF |
| 1. švédská liga 1966   | 18     | 0    | Malmö FF |
| 1. švédská liga 1967   | 22     | 0    | Malmö FF |
| 1. švédská liga 1968   | 22     | 0    | Malmö FF |
| 1. švédská liga 1969   | 20     | 0    | Malmö FF |
| 1. švédská liga 1970   | 19     | 0    | Malmö FF |
| 1. švédská liga 1971   | 12     | 0    | Malmö FF |
| 1. švédská liga 1972   | 12     | 0    | Malmö FF |
| CELKEM 1. švédská liga | 184    | 0    |          |